# La Felguera

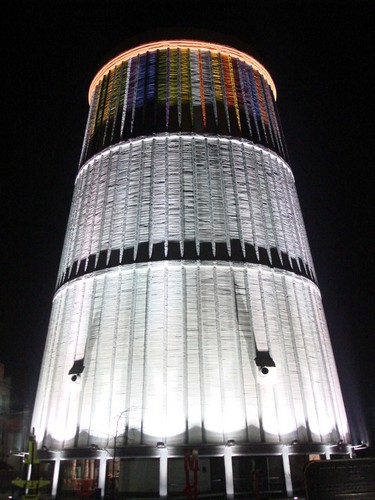
Museum des Siderurgy

La Felguera ist die größte der acht Parroquias in der Gemeinde Langreo, Asturias im Norden Spaniens.
Die wichtigsten Bauten sind: die Kirche von San Pedro, die Kirche von Heiligem Lourdes, die ehemaligen Anlagen der Fabrik, die Häuser der Straße Count Sizzo, die ehemalige Hochschule Salle, Chalet von Ingenieuren, Statue von Pedro Duro, der Markt und drei Parks (Dolores F. Duro, Sutu und Lago).
Bayer betreibt eine Fabrik in dem Ort, in der nach eigenen Angaben 80 Prozent aller weltweit benötigten Inhaltsstoffe für Aspirin hergestellt werden.

## Söhne und Töchter
- Carlos Álvarez-Nóvoa (1940–2015), Schauspieler, Theaterregisseur, Schriftsteller und Hochschullehrer
- Maria Neira (* 1962), Ärztin